# XVI secolo a.C.
Il XVI secolo a.C. (sedicesimo secolo avanti Cristo) è il secolo che inizia nell'anno 1600 a.C. e termina nell'anno 1501 a.C. incluso.

## Avvenimenti
- 1595 a.C. (cronologia media): gli Hittiti di Muršili I saccheggiano Babilonia.
- Intorno al 1550 a.C.: testimonianze più antiche conosciute sulla presenza del cervello e del sistema nervoso, contenute in papiri egizi di argomento medico (Papiro Ebers), fine della civiltà dell'Indo.
- Intorno al 1540 a.C.: cacciata degli Hyksos dal regno egizio e inizio del Nuovo Regno.
- Migrazione di genti indoeuropee nella Grecia continentale; prenderanno il nome di Micenei.
- Fondazione dei primi insediamenti umani sui colli del Campidoglio (mons Saturnius) e del Palatino a Roma.
- Ha inizio la civiltà di Nok, in Africa subsahariana.